# انکو ساترستگویی
انکو ساترستگویی (انگلیسی: Eneko Satrústegui؛ زادهٔ ۲۵ سپتامبر ۱۹۹۰) بازیکن فوتبال اهل اسپانیا است.
از باشگاه‌هایی که در آن بازی کرده‌است می‌توان به باشگاه فوتبال اوساسونا، باشگاه فوتبال راسینگ سانتاندر، باشگاه فوتبال نومانسیا، و باشگاه فوتبال رئال مورسیا اشاره کرد.